# IC 2469
IC 2469 је спирална галаксија у сазвјежђу Компас која се налази на листи објеката дубоког неба у Индекс каталогу.
Деклинација објекта је - 32° 26' 59" а ректасцензија 9h 23m 1,4s. Привидна величина (магнитуда) објекта IC 2469 износи 10,5 а фотографска магнитуда 11,3. Налази се на удаљености од 23,120 милиона парсека од Сунца. IC 2469 је још познат и под ознакама ESO 433-17, MCG -5-22-8, UGCA 163, IRAS 09208-3214, PGC 26561.